# Championnat d'Europe féminin de hockey sur glace 1993
Navigation
Tchécoslovaquie 1991 Lettonie 1995
Le troisième Championnat d'Europe féminin de hockey sur glace a lieu du 24 au 27 mars 1993 à Esbjerg au Danemark. En raison du nombre croissant de participants, un championnat B est organisé, disputé à Kiev en Ukraine (22-27 mars 1993).

## Euro A
La Finlande remporte son troisième titre européen consécutif. Le Danemark est relégué dans le championnat d'Europe B pour l'édition 1995.

### Premier tour

#### Groupe A
| 24 mars 1993 | Norvège | 5-2 (1-2, 2-0, 2-0) | Suisse | Esbjerg |

| 25 mars 1993 | Finlande | 17-1 (10-0, 1-0, 6-1) | Suisse | Esbjerg |

| 26 mars 1993 | Finlande | 8-3 (2-1, 4-0, 2-2) | Norvège | Esbjerg |

| Clt   | Équipe   | PJ | V | D | N | BP | BC | Diff | Pts |
| ----- | -------- | -- | - | - | - | -- | -- | ---- | --- |
| +001, | Finlande | 2  | 2 | 0 | 0 | 25 | 4  | +21  | 4   |
| +002, | Norvège  | 2  | 1 | 1 | 0 | 8  | 10 | -2   | 2   |
| +003, | Suisse   | 2  | 0 | 2 | 0 | 3  | 22 | -19  | 0   |

- Qualifié pour la finale
- Qualifié pour le match pour la troisième place

#### Groupe B
| 24 mars 1993 | Danemark | 4-6 (3-2, 1-0, 0-4) | Allemagne | Esbjerg |

| 25 mars 1993 | Suède | 10-3 (3-0, 2-2, 5-1) | Allemagne | Esbjerg |

| 26 mars 1993 | Danemark | 0-6 (0-3, 0-1, 0-2) | Suède | Esbjerg |

| Clt   | Équipe    | PJ | V | D | N | BP | BC | Diff | Pts |
| ----- | --------- | -- | - | - | - | -- | -- | ---- | --- |
| +001, | Suède     | 2  | 2 | 0 | 0 | 16 | 3  | +13  | 4   |
| +002, | Allemagne | 2  | 1 | 1 | 0 | 9  | 14 | -5   | 2   |
| +003, | Danemark  | 2  | 0 | 2 | 0 | 4  | 12 | -8   | 0   |

- Qualifié pour la finale
- Qualifié pour le match pour la troisième place

### Matchs de classement

#### Match pour la cinquième place
| 27 mars 1993 | Danemark | 1-4 (0-0, 1-3, 0-1) | Suisse | Esbjerg |

#### Match pour la troisième place
| 27 mars 1993 | Norvège | 6-3 (1-1, 3-1, 2-1) | Allemagne | Esbjerg |

#### Finale
| 27 mars 1993 | Finlande | 8-2 (3-2, 3-0, 2-0) | Suède | Esbjerg |

### Bilan
La Finlande remporte son troisième titre consécutif en dominant à nouveau la Suède. La Norvège complète le podium. Médaillé de bronze deux auparavant, le Danemark termine dernier et est relégué dans le Groupe B.
| Clt                | Équipe    |
| ------------------ | --------- |
| Médaille d'or      | Finlande  |
| Médaille d'argent  | Suède     |
| Médaille de bronze | Norvège   |
| 4                  | Allemagne |
| 5                  | Suisse    |
| 6                  | Danemark  |

### Récompenses individuelles
- Meilleures joueuses[1]
  - Meilleure gardienne : Annika Ahlén (Suède)
  - Meilleure défenseure : Päivi Halonen (Finlande)
  - Meilleure attaquante : Hanna Teerijoki (Finlande)
  - Meilleure marqueuse : Hanna Teerijoki (Finlande), 12 pts (9 buts et 3 aides)

## Euro B
Il se déroule du 22 au 27 mars 1993 à Kiev en Ukraine.

### Résultats
| 22 mars 1993 | Lettonie | 4-3 (2-0, 1-1, 1-2) | France | Kiev |

| 22 mars 1993 | Ukraine | 0-3 (0-1, 0-1, 0-1) | Rép. tchèque | Kiev |

| 23 mars 1993 | Lettonie | 3-1 (1-0, 0-0, 2-1) | Rép. tchèque | Kiev |

| 23 mars 1993 | Ukraine | 0-1 (0-1, 0-0, 0-0) | Grande-Bretagne | Kiev |

| 24 mars 1993 | France | 7-2 (3-1, 3-0, 1-1) | Grande-Bretagne | Kiev |

| 25 mars 1993 | Ukraine | 1-0 (0-0, 1-0, 0-0) | Lettonie | Kiev |

| 26 mars 1993 | Lettonie | 3-0 (1-0, 2-0, 0-0) | Grande-Bretagne | Kiev |

| 26 mars 1993 | Rép. tchèque | 3-2 (1-1, 2-0, 0-1) | France | Kiev |

| 27 mars 1993 | Rép. tchèque | 1-1 (1-1, 0-0, 0-0) | Grande-Bretagne | Kiev |

| 27 mars 1993 | France | 1-0 (1-0, 0-0, 0-0) | Ukraine | Kiev |

| Clt   | Équipe          | PJ | V | D | N | BP | BC | Diff | Pts |
| ----- | --------------- | -- | - | - | - | -- | -- | ---- | --- |
| +001, | Lettonie        | 4  | 3 | 1 | 0 | 10 | 5  | +5   | 6   |
| +002, | Tchéquie        | 4  | 2 | 1 | 1 | 8  | 6  | +2   | 5   |
| +003, | France          | 4  | 2 | 2 | 0 | 13 | 9  | +4   | 4   |
| +002, | Grande-Bretagne | 4  | 1 | 2 | 1 | 4  | 11 | -7   | 3   |
| +003, | Ukraine         | 4  | 1 | 3 | 0 | 1  | 5  | -4   | 2   |

- Promu en Groupe A 1995

### Bilan
La Lettonie est promue dans le championnat d'Europe A pour l'édition 1995.
- Meilleures joueuses[1]
  - Meilleure gardienne : Lolita Andrisevska (Lettonie)
  - Meilleure défenseure : Angela Lezzeiro (France)
  - Meilleure attaquante : Milena Trckova (République tchèque)
  - Meilleure marqueuse : Catherine Laboureur (France), 5 pts